# حاسوب مصمم حسب الطلب
إن أي حاسوب مصمم حسب الطلب (أو مجمّع) هو جهاز حاسوب شخصي يتم تجميعه من مكونات يختارها المستخدم النهائي؛ ومن الممكن أن يقوم بتجميعه المستخدم النهائي أو مصمم النظام. ومن بين مميزات التجميع حسب الطلب هو إمكانية اختيار المكونات لتلبي متطلبات المستخدم. حيث إن خيارات المُصنّع لأسواق الحواسيب الشاملة قد لا تلبي الاحتياجات الخاصة للمستخدم النهائي. حيث إن هناك مجموعة كبيرة متاحة من المكونات المعيارية للحاسوب قابلة للاستبدال وغير مكلفة، ومعظم أجهزة الحاسوب المصممة حسب الطلب هي من النوع المتوافق مع حواسب آي بي إم أو نظام تشغيل النوافذ مع المعالج إنتل، ويتم تصنيع حاسوب الماكنتوش وحاسوب أوميجا والأنواع الأخرى من الحواسيب على حسب الطلب.
ويتخصص بعض من يقومون بإنشاء النظام في الأجهزة التي تصنع حسب الطلب أو المخصصة لأغراض أخرى التي لا يمكن الحصول عليها جاهزة من المصنّعين الرئيسين. وبوجه عام، يحصل منشئ النظام على المكونات من الموزعين أو تجار الجملة أو البائعين عبر الإنترنت أو المتاجر الصغيرة المتخصصة في بيع أجهزة الحاسوب. وعادة ما يعرض البائعون عبر الإنترنت خيارات أوسع من تلك التي تقدمها المتاجر الصغيرة المتخصصة في بيع مكونات الحاسوب ومتاجر الإلكترونيات العادية المتخصصة في بيع أجهزة الحواسب مسبقة التصميم. وغالبًا من يقوم بإنشاء هذه الأنظمة هم مصممو الألعاب على الحاسوب أو أشخاص عاديون لا يمكن تلبية طلباتهم من خلال حواسيب جاهزة عملية وذات تكلفة فعالة. لكن في الغالب ما يقوم العميل بشراء حاسوب جاهز بدلًا من أن يحاول تجميع جهاز حاسوب بسبب صعوبة وضعف فريق الدعم الفني عند مواجهة بعض المشاكل. من ناحية أخرى، في الغالب ما يكون تجميع جهاز حاسوب شخصي أكثر كلفة من شرائه جاهزًا.
تسمح خدمات تطوير البرامج المخصصة للشركات بتحويل عملياتها اليومية إلى تطبيقات مخصصة. على عكس تطبيقات البرامج الجاهزة ، فإن البرامج المخصصة لديها القدرة على العمل كما ترغب بها بالضبط. ونظرًا لأن كل نشاط تجاري له متطلبات مختلفة ، فمن الصعب جدًا على منتج واحد استيعاب احتياجات متعددة في وقت واحد إلا في مثل هذه البرامج المخصصة.

## نظرة عامة
تتمثل أسباب تجميع جهاز الحاسوب فيما يلي:
- تحديد ما يريده الشخص ويحتاج إليه فيما يتعلق بالجودة والسعر والإتاحة.
- تخصيص الجهاز حسب احتياجات المستخدم النهائي.
- إعادة تصنيع الأجهزة القديمة أو تطويرها بلوحة أم وكارت شاشة ووحدة معالجة مركزية (CPU) وذاكرة وصول عشوائي (RAM) حديثة.
- الحصول على جهاز بوسائل ترفيه جيدة لتشغيل الألعاب أو الوسائط المتعددة أو المهام الضرورية الأخرى.
- تجنب روابط الإعلانات والبرامج التجريبية والوساطة الإضافية الأخرى والتغييرات التي تطرأ على سوق أجهزة الحاسوب قبل أن يتم إتاحتها.
- القدرة على عمل تغييرات على الجهاز الأساسي في وقت متأخر بقليل من الإرباك.

هناك أيضًا بعض الفوائد غير الملموسة مثل معرفة كيفية تصميم جهاز وتجميعه وأيضًا الإحساس بالإنجاز.
ومع ذلك فإنه بالنسبة لعامة الجمهور قد يكون نقص الدعم الفني والضمان (بخلاف ما قد يتم توفيره من خلال مصنعي المكونات الشخصية والبرمجيات) عيبًا كبيرة. فبعض القادرين على تجميع أجهزة الحاسوب الشخصي قد يكون لديهم في الغالب معرفة كافية وخبرة فنية في صيانة أجهزتهم الشخصية، وقد يتطلبون القليل من «الدعم الفني» من المُصنعين.

## الأنواع
تتنوع أجهزة الحاسوب المصممة حسب الطلب من أجهزة ذات مواصفات بسيطة يتم إنشاؤها من خلال مكونات مُستعادة إلى أحدث الأجهزة ذات المستويات العالية وأحدث التكنولوجيات وكذلك ما بينهما من أجهزة متوسطة.

### جهاز مُستعاد
الجهاز المُستعاد هو جهاز حاسوب تم تجميعه من أجهزة ومكونات قديمة أو بالية. هذا النوع من الأجهزة عادة ما يكون الأرخص، لكن أيضًا يكون أقدم جهاز يتم تجميعه. وظيفته الأساسية هي توفير حاسوب لشخص يحتاج فقط إليه. وتكون استخداماته محدودة بالنسبة للتطبيقات الحديثة بسبب معالجاته البطيئة ومكوناته القديمة. فبالنسبة لبعض الأشخاص الذين يستعملون الحاسوب لتصفح الإنترنت والاطلاع على البريد الإلكتروني وقراءة الأخبار وإنشاء بعض الملفات البسيطة يُعتبر هذا الجهاز كافيًا بالنسبة لهم. وبسبب طبيعة التكنولوجيا، فإن أيًا من أجهزة الحاسوب التالية يكون في النهاية مفيدًا أكثر من هذا الجهاز. ولا يمكن لهذا النوع من الأجهزة أن يقوم فيما بعد بتشغيل أنظمة التشغيل الحديثة وعادة ما يقوم بتشغيل نظم تشغيل (OS) عادية والتي من أسوئها إم.إس-دوس وأفضلها ويندوز إكس بي وفي حالات نادرة إن أمكن ويندوز 7. أما المستخدمون المتطورون من مستخدمي لينكس أو أنظمة تشغيل شبيه يونكس الأخرى قد تقوم بتشغيل أنظمة التشغيل هذه بدون واجهة المستخدم الرسومية التي تقلل بشكل كبير من متطلبات أجهزتهم.

### جهاز منقول
في الجهاز المنقول، يتم تغيير اللوحة الأم لتحسين قدرة وأداء الجهاز الموجود. وهذا قد يشمل أيضًا وحدة معالجة مركزية وذاكرة وصول عشوائي (RAM) جديدة إذا كانت من جيل أحدث.

### جهاز الأساسيات
هذا الجهاز هو جهاز متوسط بين الجهاز المُستعاد وبين الجهاز الحديث. حيث من الممكن شراء هذا الحاسوب إما من محل تجاري موجود أو من خلال متجر عبر الإنترنت. أما مصطلح «الأساسيات»، فهو مصطلح غير واضح يختلف من مكان لآخر. حيث تتنوع هذه الأجهزة من مجرد حاوية ولوحة إلى جهاز كامل تقريبًا يحتاج إلى بعض الأجزاء للاكتمال. من الممكن أن يتم توفير إعدادها من قبل البائع أو من الممكن أن يتم إعدادها بصفة شخصية أو من خلال الإنترنت قبل الشحن أو النقل. هذه الأجهزة هي أجهزة أحدث تتفوق جودتها من جهة مدة عملها والقدرة عن تلك الأجهزة المذكورة سابقًا.

### جهاز حديث
هذا النوع من الأجهزة هو النوع التالي فقط لأجهزة الألعاب. والاختلاف الوحيد هو أنه قد يحتوي على معالج ذي جودة أقل ورام أسرع إلى حد ما للعمل.

### جهاز الألعاب
هذا الجهاز هو أفضل نوع من هذه الأنواع حيث يحتوي على معالج ذي جودة عالية وكارت شاشة وذاكرة ذات أعلى سعة (في السوق). في أقصى مستوى من الممكن أن يتم تزويده بالماء أو يُبرد (كيميائيًا) وكسر سرعة المعالج ومن الممكن أن يتسع لعدة كروت شاشة وقد يكون قادرًا على إخراج محتوى تخطيطي من الألعاب المطلوبة (حيث يعمل على الحافظة على عدد الإطارات في الثانية (FPS) بشكل معقول لعدة شاشات ويتضمن عدة وحدات معالجة مركزية تعمل بشكل مزدوج لتوفير أفضل ممارسة ممكنة للمستخدم. تبدأ هذه الأجهزة بسعر 750 دولارًا أمريكيًا قبل تجميعها ومن الممكن أن يزداد هذا السعر ليضاهي سعر سيارة مستعملة بحالة جيدة. (إلى ما يزيد عن 8000 دولار أمريكي بحد أقصى).